# Orthochirus pallidus
Espèce
Synonymes
- Butheolus pallidus Pocock, 1897

Orthochirus pallidus est une espèce de scorpions de la famille des Buthidae.

## Distribution
Cette espèce est endémique du Sind au Pakistan,. Elle se rencontre vers Sukkur.

## Description
La femelle holotype mesure 35 mm.

## Systématique et taxinomie
Cette espèce a été décrite sous le protonyme Butheolus pallidus par Pocock en 1897. Elle est placée dans le genre Orthochirus par Birula en 1917.

## Publication originale
- Pocock, 1897 : « Descriptions of some new species of scorpions from India. » Journal of the Bombay Natural History Society, vol. 11, p. 102–117 (texte intégral).